# Parafia Nawiedzenia Najświętszej Marii Panny w Psarach
Parafia Nawiedzenia Najświętszej Marii Panny w Psarach – rzymskokatolicka parafia położona w południowo-wschodniej części powiatu tureckiego. Administracyjnie należy do diecezji włocławskiej (dekanat dobrski). 
W skład parafii wchodzą miejscowości: Aleksandrów, Dąbrowa, Psary, Olszówka, Paulinów, Przykona, Radyczyny, Trzymsze, Wichertów, Zimotki.
Proboszczem parafii jest od 2013 roku ks. Grzegorz Ograbisz.

## Historia
Parafia została erygowana w XIV wieku. Kościół parafialny pod wezwaniem Nawiedzenia Najświętszej Marii Panny występuje w dokumencie z 1443 roku, od 1608 roku drugim patronem kościoła został św. Walenty. W 1725 roku przyłączono do parafii kościół w Słomowie, który już wtedy był filią parafii tureckiej. Kościół ów rozebrali Niemcy w 1943 roku.
Obecna świątynia w Psarach została wybudowana w latach 1911–1913 w stylu secesyjnym. 
Polichromia, mieszcząca się w jej wnętrzu, wykonana została w 1934 roku według wcześniejszego projektu Eligiusza Niewiadomskiego.
Rokokowy ołtarz pochodzi z Kalisza. W łuku tęczowym znajduje się XVII-wieczny krucyfiks. Pozostałe rzeźby wykonane są w stylu rokokowym.
Ostatnie renowacja wnętrza miała miejsce w latach 1986–1988.
W 2013 roku parafia Nawiedzenia Najświętszej Marii Panny w Psarach obchodziła 100-lecie wybudowania kościoła. 

## Lista proboszczów i administratorów parafii NNMP w Psarach od XX wieku
| Lata urzędowania | imię i nazwisko proboszcza lub administratora |
| ---------------- | --------------------------------------------- |
| 1895–1906        | ks. Kasper Korycki                            |
| 1906–1918        | ks. Zygmunt Guranowski                        |
| 1918–1925        | ks. Józef Kurczych                            |
| 1925–1942        | ks. Jan Półrola                               |
| 1945             | ks. Bolesław Murawski                         |
| 1945             | ks. Józef Burzyński                           |
| 1946             | ks. Roman Kmiecik                             |
| 1946–1947        | ks. Leon Kaczyński                            |
| 1947–1951        | ks. Zygmunt Pasternak                         |
| 1951–1974        | ks. Władysław Hołownia                        |
| 1974–1979        | ks. Eustachy Dominiak                         |
| 1979–2002        | ks. Tadeusz Szparaga                          |
| 2002–2013        | ks. Marek Musielak                            |
| od 2013          | ks. Grzegorz Ograbisz                         |